# Anahemiurus microcercus
Anahemiurus microcercus är en plattmaskart. Anahemiurus microcercus ingår i släktet Anahemiurus och familjen Hemiuridae. Inga underarter finns listade i Catalogue of Life.